# Panadero

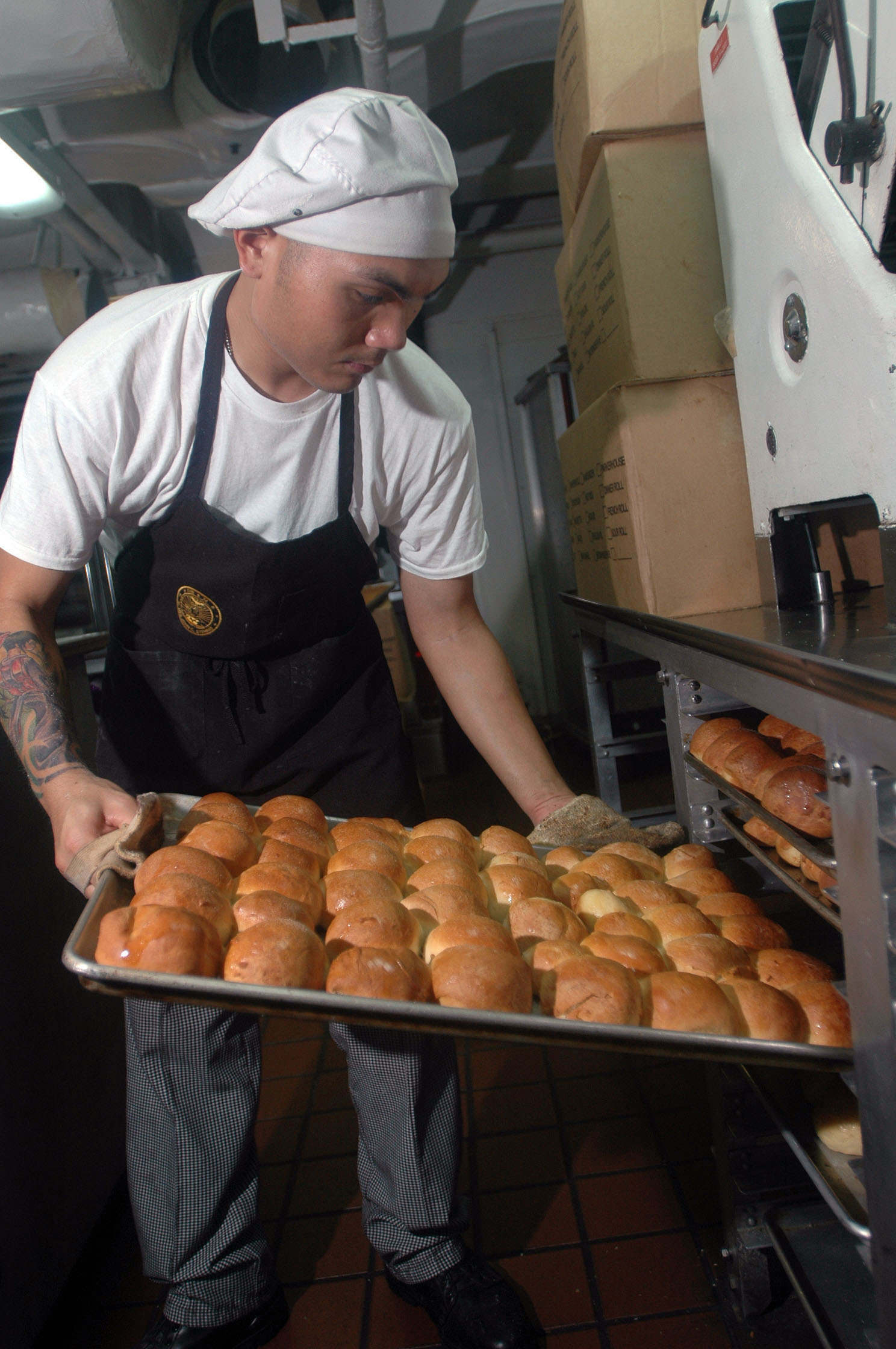
Un panadero cambiando bandejas de bollos de pan en un moderno horno eléctrico.

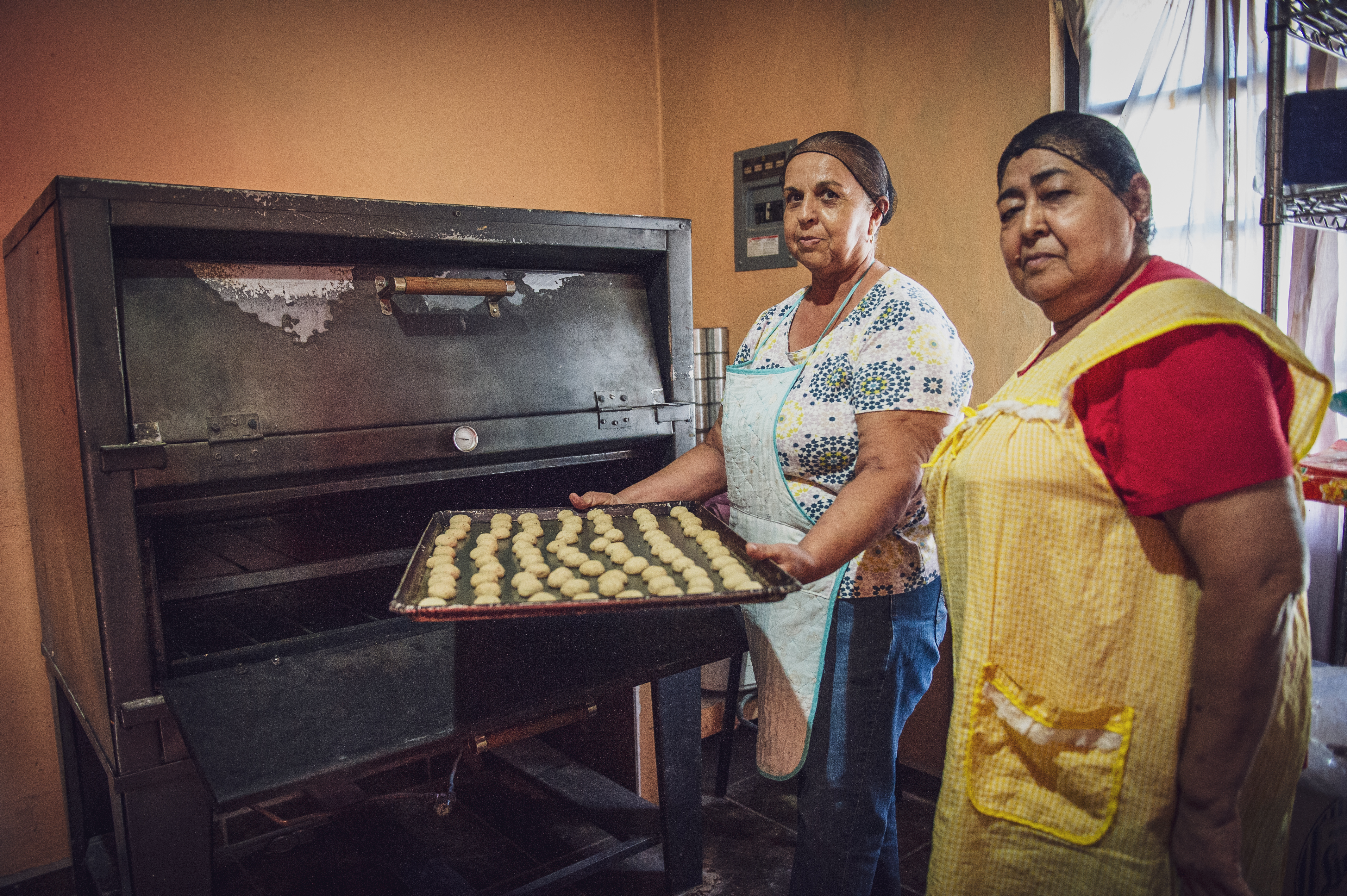
Panaderas horneando pan tradicional en el norte de México.

Un panadero (del latín vulgar panatarius) es el profesional cuyo desempeño es hacer pan de manera artesanal o industrial, en un horno, tahona u obrador, y a veces otros productos derivados de las harinas de distintos cereales (trigo, cebada, avena, centeno etc.) 
combinadas con aceite o grasas como leche, manteca o mantequilla (pan lactal, focaccia), azúcar, miel, licor o diversos confites, como pasteles, galletas, tortas, bizcochos o bollos especiales; en este caso se suele hablar más bien de repostería o pastelería. También se llama panadero a la persona que vende el pan y sus derivados.
Esta área requiere de mucha concentración y cierta agilidad a la hora de elaborar masas, ya que se trabaja con medidas precisas para obtener un producto que guste al cliente. Por otro lado, ser un profesional en panadería no tiene nada que ver con la rapidez al querer alcanzar producciones masivas, esto puede generar pérdidas al negocio y un producto de menor calidad por la falta de tiempo suficiente para mejores resultados.

## Tipología
En la actualidad, los panaderos pueden trabajar en diversos entornos, bien como empleados o como dueños de sus propias panaderías. Su actividad y producción se ejerce en:

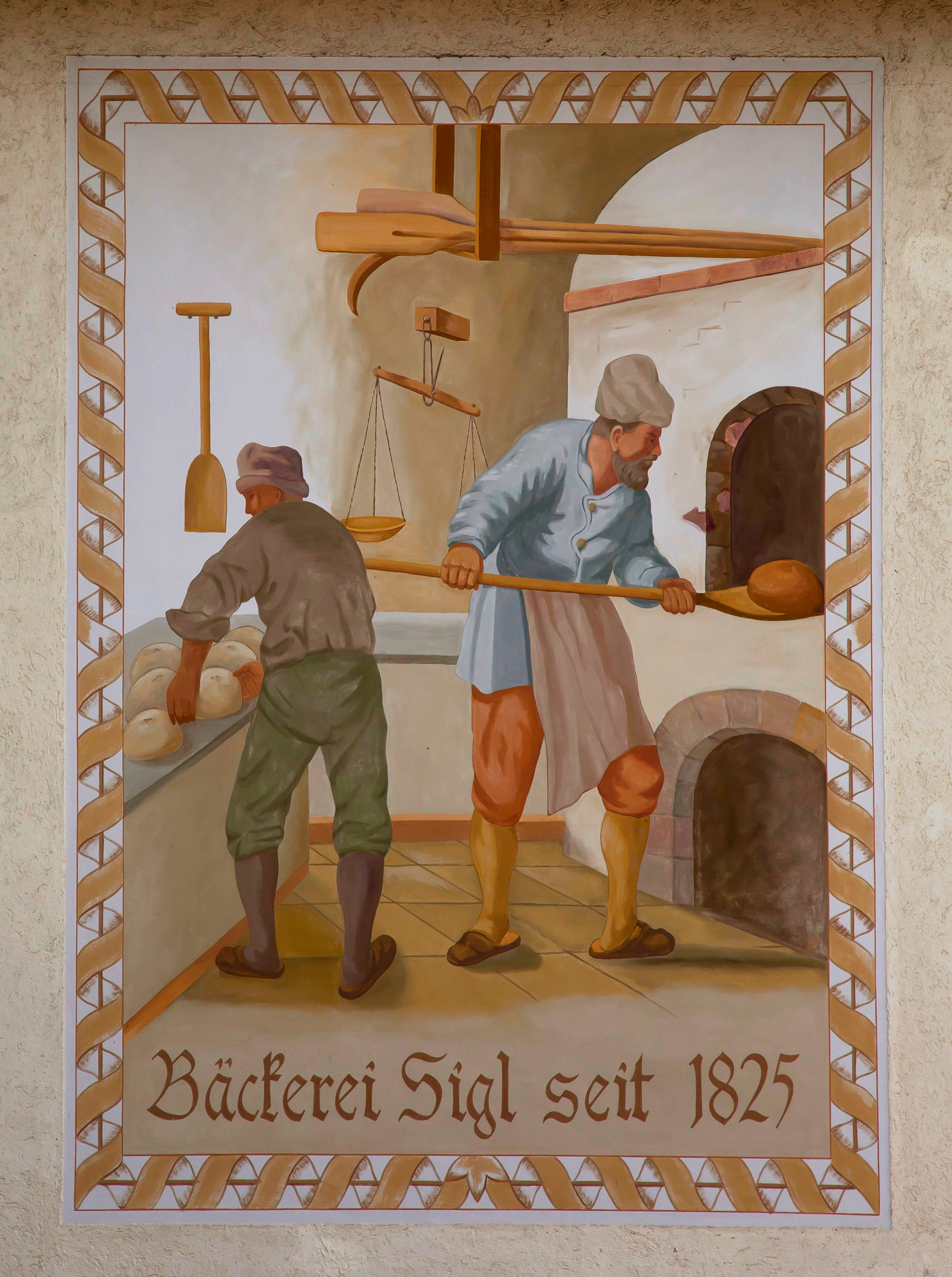
Pintura en una panadería bávara que data de 1825.

- Panificadoras. Grandes fábricas especializadas en hacer pan y productos relacionados, transportados luego a los puntos de ventas, sean despachos de pan o panaderías, o bien secciones en supermercados, grandes almacenes, etc.
- Pequeñas panaderías independientes, principalmente negocios familiares. Algunas de ellas se especializan en tipos particulares de productos, como la masa madre.
- Cadenas de tiendas. Desde finales del siglo XX se ha producido en los países más desarrollados cierto auge de las cadenas de tiendas de pan, las llamadas "boutiques del pan" (controladas por franquicias). Los panaderos de estos establecimientos hornean según un libro de recetas preestablecido y por lo general a partir de piezas de masa congelada prefabricada.[2]

## Enfermedades profesionales
El panadero suele desarrollar el llamado asma del panadero, una alergia de difícil tratamiento producto de la respiración de harina, descrita desde el año 1713 por el médico italiano Bernardo Ramazzini. Puede causar rinitis, dolencias de garganta, asma bronquial y enfermedades oculares y cutáneas. Por ello es necesario que los panaderos usen máscaras y otras medidas de protección y prevención.